# Japanischer Serau
Der Japanische Serau (Capricornis crispus) ist eine ziegenartige Säugetierart aus der Familie der Hornträger (Bovidae). Er ist in Japan (dort unter dem Namen Nihon-kamoshika; 日本羚羊) endemisch und bildet mit fünf anderen, ebenfalls in Ostasien lebenden Arten, die Gattung der Seraue (Capricornis).

## Körperbau
Japanische Seraue ähneln in ihrem Äußeren den Ziegen. Sie erreichen eine Kopf-Rumpf-Länge von rund 130 Zentimetern, der Schwanz ist ein kurzer Stummel von rund 10 Zentimetern Länge und die Schulterhöhe beträgt rund 65 Zentimeter. Das Gewicht erwachsener Tiere variiert zwischen 30 und 45 Kilogramm, wobei es zwischen den Geschlechtern kaum einen Geschlechtsdimorphismus gibt. Ihr Fell ist lang und dicht, die Grundfärbung ist graubraun oder schwarz. Im Gegensatz zu den anderen Serauarten ist es jedoch nicht einfarbig, sondern mit eingesprenkelten weißen Haaren versetzt. Die Fellfärbung ist auch regional variabel; so sind Tiere im Norden des Verbreitungsgebietes meist heller gefärbt. Die Beine sind stets dunkelbraun oder schwarz, die Kehle meist weiß, was einen „bart“ähnlichen Eindruck erweckt.
Beide Geschlechter tragen kurze, leicht nach hinten gebogene Hörner. Diese werden rund 8 bis 15 Zentimeter lang und sind an der Basis rund 3 Zentimeter dick. Die braunen Ohren sind lang und zugespitzt, der Nasenrücken ist braun und unbehaart. Wie alle Seraue haben Japanische Seraue äußerst auffällige, vor den Augen gelegene Duftdrüsen. Diese sondern ein nach Essig riechendes Sekret ab, das zur Territorialmarkierung eingesetzt wird.

## Verbreitung und Lebensraum

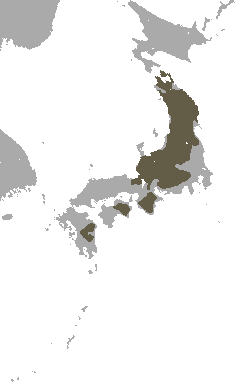
Verbreitungsgebiete (dunkeloliv) des Japanischen Seraus

Japanische Seraue leben auf drei der vier japanischen Hauptinseln, auf Honshū, Shikoku und Kyūshū. Die meisten Exemplare leben auf Honshū, wo sie vor allem im nördlichen und mittleren Teil zu finden sind. Auf Shikoku kommen sie im südöstlichen Landesteil vor und auf Kyūshū leben in sie in mehreren kleineren Regionen im Osten der Insel. Schätzungen auf den gesamten Lebensraum in Japan belaufen sich auf rund 40.000 Quadratkilometer.
Ihr Lebensraum sind in erster Linie bewaldete Bergregionen bis in 2700 Meter Seehöhe, wo sie sich meist in zerklüfteten, mit Nadelwäldern bestandenen Gebieten finden.

## Lebensweise
Die Fortbewegung der Japanischen Seraus ist eher langsam und bedächtig, dafür sind sie auch in unwegsamen Gelände trittsicher. Um besser voranzukommen, legen sie auch Trampelpfade an. Diese Tiere begeben sich vor allem am frühen Morgen und am späten Abend auf Nahrungssuche, die Zeit dazwischen verbringen sie oft in Höhlen oder unter Felsüberhängen. 
Japanische Seraue leben überwiegend einzelgängerisch, manchmal finden sie sich auch in Paaren oder kleinen Gruppen. Es sind territoriale Tiere, die ihr Revier gegen gleichgeschlechtliche Artgenossen verteidigen. Die Grenzen ihrer Territorien werden mit Kot und mit dem Sekret ihrer Drüsen markiert. Die Reviergröße hängt in erster Linie vom Nahrungsangebot ab, im Durchschnitt beträgt sie für Einzeltiere 1,3 bis 4,4 Hektar, für Gruppen 9,7 bis 21,7 Hektar.

## Ernährung
Japanische Seraue sind Pflanzenfresser. Sie nehmen unter anderem Gräser, Knospen, Laub- und Nadelblätter und zu Boden gefallene Eicheln zu sich.

## Fortpflanzung
Die Paarung erfolgt in den Monaten Oktober und November. Nach rund siebenmonatiger Tragzeit bringt das Weibchen im Spätfrühling in der Regel ein einzelnes Jungtier zur Welt. Dieses wird nach fünf bis sechs Monaten entwöhnt, hält sich aber für zwei bis vier Jahre im Territorium der Mutter auf. Die Geschlechtsreife tritt im Alter von 2,5 bis 3 Jahren ein. Die durchschnittliche Lebenserwartung beträgt rund fünf Jahre, das Höchstalter dieser Tiere beläuft sich auf rund 20 Jahre.

## Japanische Seraue und Menschen
Mit Ausnahme des Kragenbären (der aber nur selten Jagd auf so große Tiere macht) haben die Tiere keine natürlichen Feinde. Der Wolf ist in Japan inzwischen ausgerottet. Aufgrund ihres Felles und ihres Fleisches wurden Japanische Seraue von den Menschen in Japan jahrhundertelang bejagt. Anfang des 20. Jahrhunderts waren die Bestände so weit zurückgegangen, dass die Art als bedroht galt. Im Jahr 1955 wurde sie zu einem Besonderen Naturdenkmal erklärt und geschützt. Die Bestände haben sich seither erholt, heute wird die Gesamtzahl dieser Art auf 100.000 Tiere geschätzt. Die Weltnaturschutzunion (IUCN) listet sie als nicht gefährdet.